# 若卡马克斯
若卡马克斯（葡萄牙語：Joca Marques）是巴西皮奥伊州的一个市镇。总面积166.441平方公里，总人口5400人，人口密度32.4人/平方公里。